# Catervo di Tolentino
Catervo (o Catervio) fu un ufficiale romano, ricordato come evangelizzatore della comunità di Tolentino e martire; è venerato come santo dalla Chiesa cattolica, che lo commemora assieme alla moglie Settimia Severina e al loro figlio Basso in data 17 ottobre.

## Biografia
Flavio Giulio Catervio fu comes sacrarum largitionum della corte d'Occidente nel 379. Una legge datata al 19 agosto di quell'anno e conservata nel Codice teodosiano, lo attesta al servizio dell'imperatore Graziano.
Il suo sarcofago, conservato nella Cappella di San Catervo, in fondo alla navata sinistra del Duomo di Tolentino. lo definisce vir clarissimus ed ex-prefetto del pretorio, ma verosimilmente si trattò di una prefettura onoraria.
Morì all'età di 56 anni, lasciando una moglie a cui era stato sposato per 16 anni, Settimia Severina, e un figlio, Basso.

## Agiografia
La tradizione agiografica, priva di ulteriori testimonianze, vuole che Catervo, già nel I o II secolo, sia stato il primo evangelizzatore della città di Tolentino e proprio ciò, al tempo di Traiano, abbia comportato il martirio per lui e la sua famiglia. Sopra l'antichissimo mausoleo dedicato a Catervio e alla sua famiglia sarebbe poi sorta l'attuale chiesa cattedrale di Tolentino.

## Culto
Si è dubitato, forse fondatamente, che Catervo e i familiari potessero avere un nesso con l'opera di evangelizzazione nel Piceno: certamente manca nell'epigrafe del sarcofago qualsiasi rimando a tale opera e tanto meno al loro martirio. Catervo e famiglia infatti non furono compresi nel Martirologio Romano, benché Tolentino abbia nel tempo tributato loro un culto particolarmente sentito e prolungato, poi soppiantato in parte dalla figura di san Nicola da Tolentino.
Il sarcofago fu aperto nel 1455: in tale occasione il capo di Catervo venne posto in un reliquiario per la venerazione dei fedeli. Nel corso di una successiva ispezione nel 1567 furono riconosciuti i corpi di san Catervo, di santa Severina e di loro figlio Basso.
Una leggenda piemontese, sorta per giustificare la presenza a Tortona di alcune reliquie di questi santi, attribuisce alla famiglia di Catervio il ruolo di preziosi collaboratori del primo vescovo Marziano nell'evangelizzazione di questa città, di cui sarebbero stati i protomartiri verso l'anno 68.